# Nadir Lamyaghri
Nadir Lamyaghri (Casablanca, Marruecos, 13 de febrero de 1976) es un futbolista marroquí, se desempeña como guardameta y actualmente juega en el Wydad Casablanca. Es portero de la selección de fútbol de Marruecos desde el año 2003.

## Clubes
| Club              | País      | Año         |
| ----------------- | --------- | ----------- |
| Racing Casablanca | Marruecos | 1995 - 2000 |
| Wydad Casablanca  | Marruecos | 2000 - 2001 |
| Wydad casablanca  | Marruecos | 2001 - 2002 |
| Wydad Casablanca  | Marruecos | 2002 - 2006 |
| Al-Wahda SCC      | E.A.U.    | 2006 - 2007 |
| Wydad Casablanca  | Marruecos | 2007 - 2008 |
| Al-Wahda SCC      | E.A.U.    | 2008        |
| Wydad Casablanca  | Marruecos | 2008 -      |

- Datos: Q1060127
- Multimedia: Nadir Lamyaghri / Q1060127